# Kupon mołdawski
Kupon mołdawski – oficjalna jednostka płatnicza w Mołdawii w latach 1992–1993.
Kupon mołdawski zastąpił rubel radziecki jako oficjalną walutę Mołdawii. Kupon występował jedynie w formie banknotu. 29 listopada 1993 został zastąpiony przez Lej mołdawski. Przyjęto kurs wymiany 1 lej = 1000 kuponów.
Emitowano banknoty o nominałach 50, 200, 1000 i 5000 kuponów. Nie wybijano żadnych monet.

## Banknoty
| Seria     | Seria     | Seria        | Seria    | Seria         | Seria                          | Seria | Seria           | Seria          |
| Wizerunek | Wizerunek | Nominał      | Wymiary  | Opis awers    | Opis rewers                    | Data  | Data            | Data           |
| Awers     | Rewers    | Nominał      | Wymiary  | Opis awers    | Opis rewers                    | Druku | Wprowadzenia    | Wycofania      |
| --------- | --------- | ------------ | -------- | ------------- | ------------------------------ | ----- | --------------- | -------------- |
|           |           | 50 kuponów   | 120 x 58 | Herb Mołdawii | Zamek w łuku Dniestru w Soroki | 1992  | 22 lipca 1992   | 2 grudnia 1992 |
|           |           | 200 kuponów  | 120 x 58 | Herb Mołdawii | Zamek w łuku Dniestru w Soroki | 1992  | 10 czerwca 1992 | 2 grudnia 1992 |
|           |           | 1000 kuponów | 143 x 58 | Herb Mołdawii | Zamek w łuku Dniestru w Soroki | 1993  | 16 marca 1993   | 2 grudnia 1992 |
|           |           | 5000 kuponów | 145 x 58 | Herb Mołdawii | Zamek w łuku Dniestru w Soroki | 1993  | 8 września 1993 | 2 grudnia 1992 |